# Goldenes Kalb (Filmpreis)/Bestes Sound Design
Das Goldene Kalb für das beste Sound Design (Gouden Kalf voor de beste sound design) honoriert beim jährlich veranstalteten Niederländischen Filmfestival den besten Sound Designer eines Wettbewerbsfilms. Die Auszeichnung wurde erstmals  im Jahr 2003 verliehen. Über die Vergabe des Preises stimmt eine Wettbewerbsjury ab.

## Preisträger
| Jahr | Preisträger                                              | Film                                | Deutscher Verleihtitel           |
| ---- | -------------------------------------------------------- | ----------------------------------- | -------------------------------- |
| 2003 | Herman Pieëte                                            | Phileine zegt sorry                 |                                  |
| 2004 | George Bossaers                                          | De Passievrucht                     |                                  |
| 2005 | Bart Jilesen                                             | Zwarte Zwanen                       |                                  |
| 2006 | Peter Flamman & Team                                     | Ik omhels je met duizend armen      |                                  |
| 2007 | Mark Glynne, Kees de Groot, Joost Roskam und Pepijn Aben | Tussenstand                         |                                  |
| 2008 | Huibert Boon, Alex Booy und Robil Rahantoeknam           | Winterstilte                        |                                  |
| 2009 | Jan Schermer                                             | Nothing Personal                    |                                  |
| 2010 | Peter Warnier                                            | R U there                           |                                  |
| 2011 | Jan Schermer                                             | Code blue                           |                                  |
| 2012 | Bert Rijkelijkhuizen                                     | Het meisje en de dood               | Das Mädchen und der Tod          |
| 2013 | Peter Warnier                                            | De wederopstanding van een klootzak |                                  |
| 2014 | Wart Wamsteker                                           | De poel                             |                                  |
| 2015 | Vincent Sinceretti und Taco Drijfhout                    | Those who feel the fire burning     |                                  |
| 2016 | Mark Glynne                                              | Beyond Sleep                        |                                  |
| 2017 | Herman Pieëte                                            | Brimstone                           |                                  |
| 2018 | Jan Schermer                                             | Beyond Words                        |                                  |
| 2019 | Alex Booy und Huibert Boon                               | My foolish Heart                    |                                  |
| 2020 | Marco Vermaas                                            | Bumperkleef                         | Außer Kontrolle – Halt nicht an! |